# 圣玛丽亚-德尔梅卡迪略
圣玛丽亚-德尔梅卡迪略（西班牙語：Santa María del Mercadillo）是西班牙卡斯蒂利亚-莱昂布尔戈斯省的一个市镇。总面积30平方公里，总人口179人（2001年），人口密度6人/平方公里。